# PFL 3 (säsong 2021)
PFL 3, den tredje MMA-galan i 2021 års säsong av Professional Fighters League gick av stapeln 6 maj 2021 på Ocean Casino Resort i Atlantic City, NJ. Den innehöll matcher i viktklasserna tungvikt och damernas lättvikt.

## Invägning
Dennis Goltsov och Justin Willis skulle ha mötts i tungvikt, men Willis fick bytas ut i sista minuten då matchläkaren inte godkände honom vid invägningen. Han ersattes av Muhammed DeReese.
1. ↑   '"`UNIQ--ref-00000004-QINU`"'

## Ligan efter evenemanget
Poängsystemet är baserat på vinstpoäng med avslutsbonusar. Tre poäng går till vinnaren och noll poäng till förloraren i det vanliga vinstpoängsystemet. Blir matchen oavgjord får båda atleterna en poäng vardera. Avslutsbonusarna är tre bonuspoäng för avslut i första ronden, två poäng för avslut i andra ronden och en poäng för avslut i tredje ronden. Följaktligen får en atlet som vinner i första ronden totalt sex poäng. Missar en atlet vikten förlorar denne och motståndaren vinner tre poäng via WO.

### Tungvikt
| Atlet            | Vinster | Oavgjorda | Förlorade | 1 | 2 | 3 | Total Poäng |
| ---------------- | ------- | --------- | --------- | - | - | - | ----------- |
| Bruno Cappelozza | 1       | 0         | 0         | 1 | 0 | 0 | 6           |
| Denis Goltsov    | 1       | 0         | 0         | 1 | 0 | 0 | 6           |
| Brandon Sayles   | 1       | 0         | 0         | 0 | 1 | 0 | 5           |
| Fabricio Werdum  | 0       | 0         | 0         | 0 | 0 | 0 | 1           |
| Renan Ferreira   | 0       | 0         | 0         | 0 | 0 | 0 | 1           |
| Ante Delija      | 0       | 0         | 1         | 0 | 0 | 0 | 0           |
| Muhammed DeReese | 0       | 0         | 1         | 0 | 0 | 0 | 0           |
| Mohammed Usman   | 0       | 0         | 1         | 0 | 0 | 0 | 0           |
| Ali Isaev        | 0       | 0         | 0         | 0 | 0 | 0 | -1          |
| Hatef Moeil      | 0       | 0         | 0         | 0 | 0 | 0 | -1          |

### Lättvikt
| Atlet           | Vinster | Oavgjorda | Förlorade | 1 | 2 | 3 | Total Poäng |
| --------------- | ------- | --------- | --------- | - | - | - | ----------- |
| Kayla Harrison  | 1       | 0         | 0         | 1 | 0 | 0 | 6           |
| Larissa Pacheco | 1       | 0         | 0         | 1 | 0 | 0 | 6           |
| Genah Fabian    | 1       | 0         | 0         | 0 | 0 | 0 | 3           |
| Kaitlin Young   | 1       | 0         | 0         | 0 | 0 | 0 | 3           |
| Taylor Guardado | 1       | 0         | 0         | 0 | 0 | 0 | 3           |
| Cindy Dandois   | 0       | 0         | 1         | 0 | 0 | 0 | 0           |
| Mariana Morais  | 0       | 0         | 1         | 0 | 0 | 0 | 0           |
| Olena Kolesnyk  | 0       | 0         | 1         | 0 | 0 | 0 | 0           |
| Julija Pajić    | 0       | 0         | 1         | 0 | 0 | 0 | 0           |
| Laura Sanchez   | 0       | 0         | 1         | 0 | 0 | 0 | -1          |